# Бассам Саббаг
Басса́м ас-Сабба́г (араб. بسام الصباغ‎; род. 1 января 1969, Алеппо) — сирийский политик, министр иностранных дел и по делам экспатриантов Сирии с 23 сентября по 8 декабря 2024 года. Постоянный представитель Сирии в ООН (2020—2023).

## Биография
Бассам ас-Саббах получил образование специалиста по международным отношениям в университете Алеппо, степень бакалавра в политических науках получил в Высшем институте политических наук в Дамаске.
- 1994—1995 — атташе в Министерстве иностранных дел Сирии;
- 1995—2000 — второй, затем первый секретарь посольства Сирии в Вашингтоне;
- 2000—2001 — заместитель министра иностранных дел Серии;
- 2001—2006 — советник при постоянном представительстве Сирии в ООН (Нью-Йорк);
- 2006—2010 — глава администрации в Министерстве иностранных дел Сирии;
- 2010—2013 — постоянный представитель Сирии в ООН (Вена);
- 2013—2020 — постоянный представитель Сирии в Организации по запрещению химического оружия[4];
- С 22 ноября 2020 по 17 октября 2023 года — глава представительства Сирии в штаб-квартире ООН в Нью-Йорке[5];
- 2023—2024 — заместитель министра иностранных дел и по делам экспатриантов;
- 2024 — министр иностранных дел и по делам экспатриантов[6].